# George Murray
Sir George Murray (6. února 1772, Perth, Skotsko – 28. července 1846, Londýn, Anglie) byl britský generál a státník. Od mládí sloužil v armádě a vynikl během napoleonských válek na Pyrenejském poloostrově, kde se stal blízkým spolupracovníkem maršála Wellingtona. Později zastával řadu let vysoké funkce ve vojenské administraci, byl poslancem Dolní sněmovny a několikrát byl členem vlády. Ve Wellingtonově vládě zastával funkci ministra kolonií (1828–1830). V roce 1841 byl povýšen na generála, byl členem Královské společnosti a získal řadu vyznamenání v Británii i v zahraničí.

## Životopis

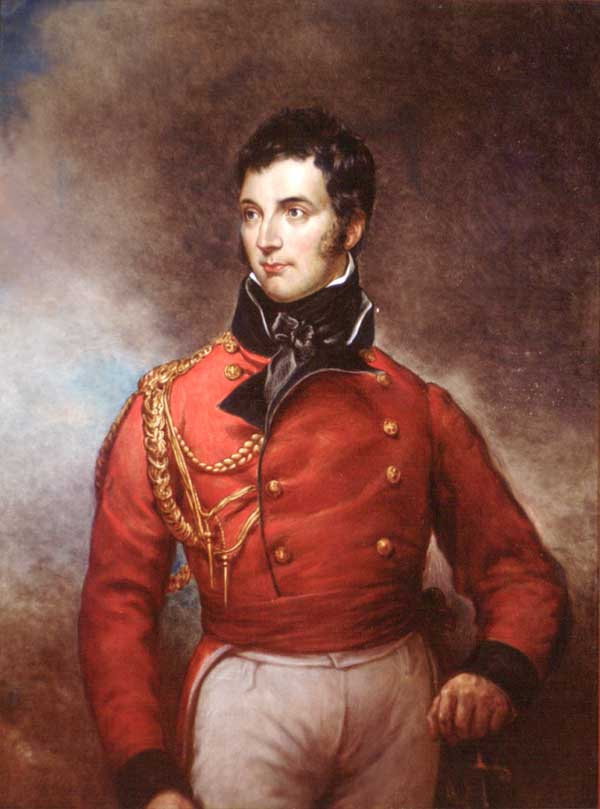
Portrét plukovníka Georga Murraye (přibližně 1810)

Patřil k významnému skotskému rodu Murrayů, pocházel z linie baronetů z Ochtertyre. Narodil se v Perthu jako druhorozený syn Sira Williama Murraye, 5. baroneta (1746–1800). Středoškolské i vysokoškolské vzdělání získal v Edinburghu, od roku 1789 zároveň sloužil v armádě a již v roce 1794 byl kapitánem. Během válek s revoluční Francií bojoval ve Flandrech, poté sloužil v Karibiku a v roce 1798 se zúčastnil bojů proti povstání v Irsku. Od roku 1799 v hodnosti podplukovníka působil v úřadu generálního polního zbrojmistra, v roce 1805 byl vojenským ubytovatelem expedice do Hannoverska, později působil v Pobaltí a v roce 1808 byl členem diplomatické mise ve Stockholmu. V letech 1808–1811 byl generálním ubytovatelem armády na Pyrenejském poloostrově. V roce 1809 dosáhl hodnosti plukovníka a v letech 1811–1812 byl generálním ubytovatelem armády v Irsku, v roce 1811 byl povýšen na brigádního generála. Poté se vrátil do Španělska, kde se pod vedením maršála Wellingtona zúčastnil závěrečných operací proti napoleonské armádě. Stal se též Wellingtonovým pobočníkem a v roce 1813 byl povýšen na generálmajora, získal šlechtický stav v Portugalsku a v roce 1813 obdržel Řád lázně.
Po skončení napoleonských válek byl jmenován guvernérem v kanadské provincii Ontario, kde ale pobýval jen krátce v letech 1814–1815. Po Napoleonově útěku z Elby byl povolán zpět do Evropy, dorazil ale až po bitvě u Waterloo. V letech 1815–1818 byl náčelníkem štábu britské okupační armády ve Francii, po návratu do Británie byl krátce guvernérem v Edinburghu (1818–1819) a poté guvernérem vojenské školy v Sandhurstu (1819–1824). V roce 1824 byl povýšen na generálporučíka a v letech 1824–1825 byl krátce členem vlády jako náměstek generálního polního zbrojmistra. V letech 1824–1832 a 1834–1835 byl též členem Dolní sněmovny, v politice patřil k toryům a v parlamentu zastupoval hrabství Perthshire, odkud pocházel. V letech 1825–1828 byl vrchním velitelem v Irsku a od roku 1825 zároveň členem irské Tajné rady. Poté byl členem Wellingtonovy vlády jako ministr války a kolonií (1828–1830), od roku 1828 byl též členem britské Tajné rady. V druhé Wellingtonově vládě byl generálním polním zbrojmistrem (Master General of the Ordnance, 1834–1835) a tuto funkci pak zastával i v Peelově kabinetu (1841–1846). Svou kariéru završil dosažením hodnosti generála (1841). Zemřel měsíc po odvolání Peelovy vlády a v následujícím kabinetu byl jeho nástupcem ve funkci generálního polního zbrojmistra jeho švagr markýz Anglesey.
Získal čestný doktorát na univerzitě v Oxfordu, byl členem Královské společnosti a v letech 1833–1835 byl prezidentem Královské zeměpisné společnosti. Již v roce 1815 získal velkokříž Řádu lázně, za zásluhy v napoleonských válkách obdržel také několik zahraničních vyznamenání. Byl nositelem pruského Řádu červené orlice, hannoverského Řádu Guelfů, portugalského Řádu věže a meče a bavorského Řádu Maxe Josefa.
V době Murrayova úřadování ve funkci ministra kolonií bylo v roce 1829 založeno v Austrálii město Perth pojmenované na počest jeho skotského rodiště.
V roce 1826 se oženil s Louisou Pagetovou (1781–1842) z tehdy významné rodiny (jejím bratrem byl maršál Henry William Paget, 1. markýz z Anglesey. Louisa byla předtím manželkou generála Jamese Erskina, který zemřel v roce 1825. Přes její vysoký věk v druhém manželství porodila dceru Louisu, provdanou za důstojníka Henryho Boyce.
Jeho starší bratr Sir Patrick Murray, 6. baronet (1771–1837), byl v letech 1806–1812 členem Dolní sněmovny a zastával řadu čestných funkcí ve Skotsku.